# Intermission (Band)
Intermission ist ein deutsches Eurodance-Projekt, das von 1993 bis 1996 europaweit erfolgreich war. Der größte Hit Piece of My Heart erschien Ende 1993.

## Bandgeschichte
Hinter Intermission stand die Cyborg DMP GmbH, ein deutsches Produzententeam aus Frankfurt am Main, zu dem Michael Eisele alias Attack II, Thorsten Adler, Tom Keil alias Tom Jacques G. Coin und Nosie Katzmann gehören. Für die erste Single Honesty engagierte das Team 1993 die Sängerin Nina Gerhard, die bereits auf diversen Hits von Captain Hollywood zu hören war. Mit der zweiten Single Piece of My Heart, die von Valerie Scott gesungen wurde, gelang erstmals der Sprung in die europäischen Hitparaden, in Deutschland und Österreich sogar in die Top 10.
Six Days und Give Peace a Chance hießen die Folgehits 1994. Den Gesangspart übernahm nun Lori Hölzel alias Lori Glori, deren Stimme auch die Hits von Centory und Loft prägte. Im gleichen Jahr erschien das Album Piece of My Heart, unter dem Projektnamen Intermission feat. Lori Glori, auf dem alle bisherigen Hits des Acts, in ihren originalen Single-Versionen zu hören waren. Die Original-Stimmen blieben ungenannt. 1995 coverte Intermission den The-Farm-Hit All Together Now, der in der neuen Version nur in Deutschland Beachtung fand. Wenige Monate später legte das Produzententeam die Single Planet Love nach. Mit dem von Raquel Gomez gesungenen Song gelang der Anschluss an bisherige Erfolge.
Miracle of Love wurde 1996 ein kleiner Hit in Deutschland. Die letzte Intermission-Veröffentlichung Blow Your Mind, eine Kooperation mit DJ M. A. R. S. S., für die Lori Glori zum Projekt zurückkehrte, kam 1997 in die Läden, verfehlte aber eine Chartplatzierung.
Ende 2015 gab der Act sein Comeback auf Facebook bekannt.
Intermission ist eine eingetragene Marke beim europäischen Markenamt. Diese gehört der heute in Liechtenstein ansässigen Cyborg DMP GmbH.

## Diskografie
Alben
- 1994: Piece of My Heart

Singles
- 1993: Honesty (mit Nina Gerhard)
- 1993: Piece of My Heart (mit Valerie Scott)
- 1993: Piece of My Heart (Remixes)
- 1994: Six Days (mit Lori Glori)
- 1994: Give Peace a Chance
- 1995: All Together Now (mit Petra Spiegl)
- 1995: Planet Love (mit Raquel Gomez)
- 1996: Miracle of Love
- 1996: Real Love
- 1997: Blow Your Mind (feat. DJ M.A.R.S.S.)
- 2003: Piece of My Heart (feat. Grey+Frost)